# 平盧社
平盧社（越南语：／）是越南莱州省下辖的一个社。原属于三塘县，2025年改由莱州省直辖。
该社为越南国道4号和国道32号的交汇处。

## 历史沿革
2002年1月，平卢社从丰收县转隶新成立的三塘县。2004年10月，平卢社析出2300公顷区域、4456人建立了三塘市镇，其后三塘市镇亦成为三塘县的县莅。
2006年平卢社析出10936.6公顷的地域成立山平社。